# Militärflugplatz Venaria Reale

i7
i11
i13
Der Militärflugplatz Venaria Reale befindet sich in der norditalienischen Region Piemont, rund acht Kilometer nordwestlich von Turin bei Venaria Reale bei dem gleichnamigen Königspalast.

## Infrastruktur und Nutzung
Der kleine Heeresflugplatz schließt an den Schlosspark an, der einst als Exerzierplatz genutzt wurde. Der Flugplatz hat zwei Graspisten und einen Hubschrauberlandeplatz. Er wird derzeit von einer mit Hubschraubern ausgerüsteten Heeresfliegereinheit genutzt (34° Distaccamento permanente “Toro”).

## Geschichte
Der im Jahr 1909 angelegte Flugplatz zählt zu den ältesten in Italien. Im Mai 1909 startete in Venaria Reale eines der ersten in Italien gebauten Motorflugzeuge, der Faccioli-Dreidecker Nr. 2. Das 1908 von dem Ingenieur und Gründer des Unternehmens Società Faccioli Ferro Rampone, Aristide Faccioli, entwickelte Vorgängermodell Faccioli Nr. 1 war im Januar 1909 bei der Pferderennbahn in Mirafiori abgehoben. Dort eröffnete man 1911 den Flugplatz Turin-Mirafiori, der 1947 aufgelassen wurde. Aristide Faccioli und sein Sohn Mario, der die Flugzeuge steuerte, gaben ihre Aktivitäten in Venaria Reale 1910 auf und verlegten sie auf den Flugplatz Cameri.
Im Jahr 1912 wurde in Venaria Reale eine militärische Flugschule eingerichtet, die bis zum Zweiten Weltkrieg aktiv blieb. Auf dem Flugplatz waren im Zweiten Weltkrieg auch Aufklärungsflugzeuge stationiert. Nach der Beseitigung der Kriegszerstörungen übernahmen die Heeresflieger den Flugplatz, die dort 1954 mit Propellerflugzeugen vom Typ Piper L-21B eine fliegende Einheit zur Unterstützung der Alpini-Brigade Taurinense und der Infanteriedivision Cremona (beide mit Stab in Turin) aufstellten. Aus dieser Einheit entstand im Dezember 1957 eine kleine fliegende Einheit der Brigade Taurinense, die 1976 als 442º Squadrone truppendienstlich dem 4. (Gebirgs-)Heeresflieger-Regiment Altair in Bozen unterstellt wurde, operativ jedoch weiterhin der Taurinense in den Westalpen zugeteilt blieb. Am 1. September 1985 wurde in Venaria Reale die Heeresfliegerabteilung 34º Gruppo Squadroni “Toro” aufgestellt und dieser die beiden Heeresfliegerstaffeln 442º Squadrone in Venaria und 545º Squadrone in Pollein im Aostatal unterstellt. Letztere gehörte davor zur Gebirgstruppenschule in Aosta. 1991 wurde diese Staffel ebenfalls nach Venaria verlegt; seither wird der Hubschrauberlandeplatz in Pollein (⊙) als vorgeschobener Stützpunkt genutzt. Teile der 34. Heeresfliegerabteilung und der Brigade Taurinense waren dem NATO-Eingreifverband Allied Command Europe Mobile Forces zugeteilt und übten daher unter anderem in Norwegen und in der Türkei. Weitere Auslandseinsätze gab es (oft mit der Taurinense) in Mosambik, im ehemaligen Jugoslawien, im Irak, in Afghanistan und im Libanon. Im Piemont und im Nordwesten Italiens wurden die Hubschrauber aus Venaria Reale wegen etlicher Rettungseinsätze für die Zivilbevölkerung bekannt, besonders für Rettungsflüge in den Westalpen. Die aus Kostengründen geplante Auflösung des Verbandes und die Auflassung des traditionsreichen Flugplatzes stießen daher auf Widerstand. Im Jahr 2019 wurde die 442º Squadrone aufgelöst und die 34º Gruppo Squadroni “Toro” zur „34. vorgeschobenen Einheit“ herabgestuft (34º Distaccamento permanente “Toro”).
Im Lauf der Zeit waren (von Agusta in Lizenz von Bell gebaute) Hubschrauber folgender Typen in Venaria Reale stationiert: AB-47, AB-204, AB-205 (noch in Dienst) und AB-206.